# 久慈義昭
久慈 義昭（くじ よしあき、1945年（昭和20年）3月31日 - ）は、日本の政治家。元岩手県久慈市長。

## 経歴
岩手県九戸郡侍浜村（現・久慈市）出身。1970年、獨協大学外国語学部ドイツ語学科卒。同年、岩手放送に就職する。1979年、当時久慈市長であった父の久慈義巳が病死し、当時34歳であった長男の義昭が市長選に立候補、当選した。以後、6期にわたり久慈市長を務めたが、2003年の統一地方選で岩手県議5期の山内隆文に敗れた。
1991年1月、リトアニアに対するソ連の武力介入に対し、久慈市はゴルバチョフ大統領に抗議電報を送った。
その後、久慈市とクライペダ市の交流実績により、2003年2月にリトアニア共和国から久慈義昭市長（当時）にヴィータウタス大公将校十字勲章が授与された。
2015年春の叙勲で旭日中綬章受章。